# 398 Admete
Admete (asteroide 398) é um asteroide da cintura principal com um diâmetro de 46,98 quilómetros, a 2,1249351 UA. Possui uma excentricidade de 0,2238642 e um período orbital de 1 654,63 dias (4,53 anos).
Admete tem uma velocidade orbital média de 18,00067412 km/s e uma inclinação de 9,52374º.
Esse asteroide foi descoberto em 28 de Dezembro de 1894 por Auguste Charlois.